# Clairette Oddera
Claire Oddera (surtout connue sous le nom de Clairette) est une chanteuse et comédienne québécoise d'origine française, née le 3 avril 1919 à Marseille (France) et morte le 28 octobre 2008  à Montréal.

## Biographie
Claire Oddera se fait connaître en 1939 dans le film de Marcel Pagnol La Fille du puisatier avec Raimu et Fernandel — c'est ce dernier qui lui suggéra le nom de scène Clairette.
Elle retrouve Fernandel en 1943 dans le film La Bonne Étoile de Jean Boyer. En 1946, André Cayatte lui offre un rôle dans Sérénade aux nuages  avec Tino Rossi. Elle accompagne en janvier 1949 Georges Guétary lors d'une tournée au Canada.
Son aventure nord-américaine débute alors qu’elle se produit pour plusieurs mois au Théâtre Champlain, coin Papineau et Sainte-Catherine à Montréal. De 1951 à 1954, Clairette Oddera offre ses performances à Broadway (New York), puis elle s'établit définitivement à Montréal en 1956 en travaillant tout d'abord avec Jacques Normand dans plusieurs cabarets montréalais. Elle devient animatrice au Café St-Jacques (toujours à Montréal).

Elle fonde La boîte à Clairette (restaurant Chez Clairette) (1456 rue de la Montagne à Montréal), en mai 1959.

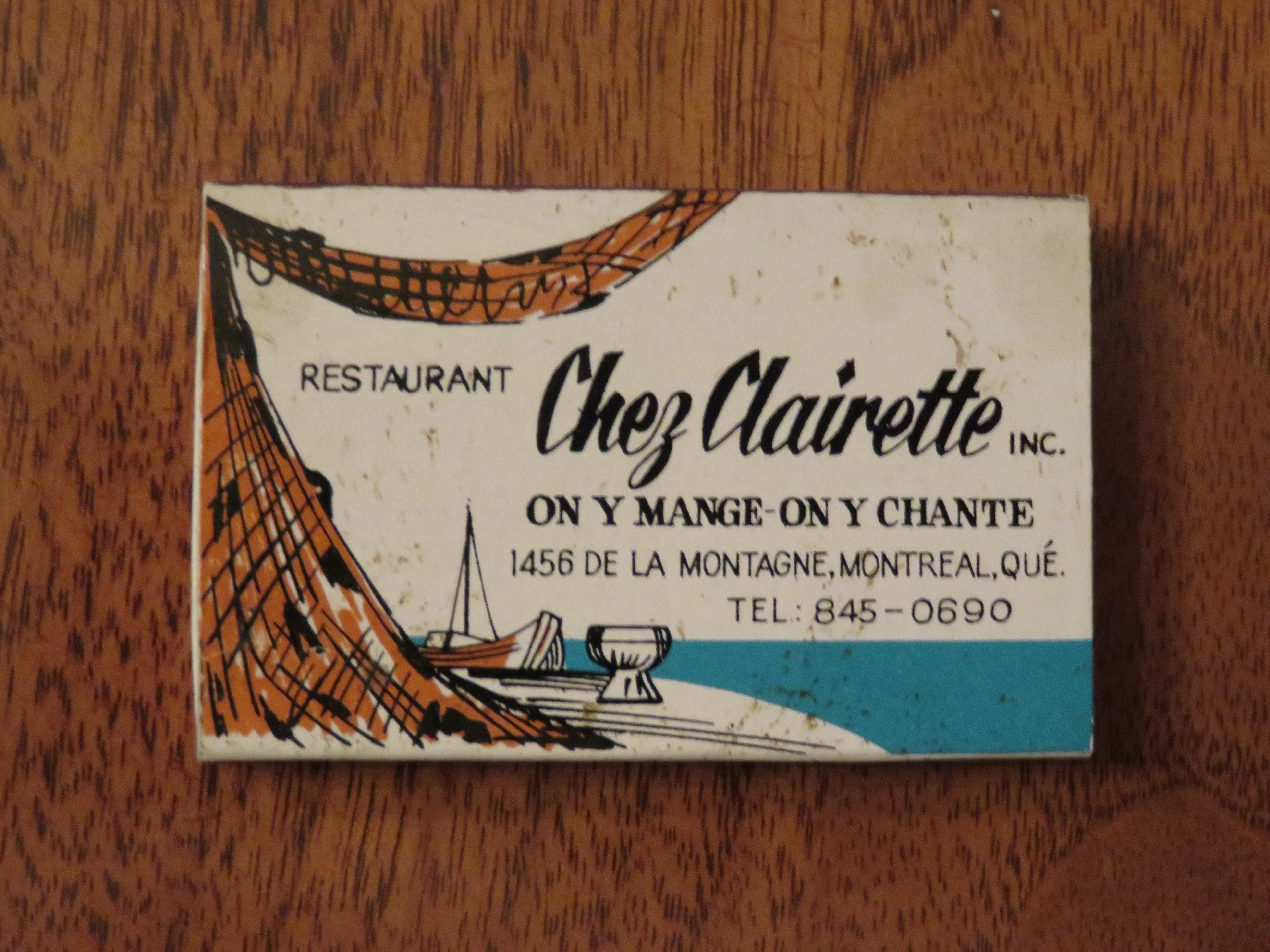
Boîte d'allumettes du restaurant Chez Clairette, années 1960.

 Pendant douze ans, cette boîte voit les débuts de la plupart des grands noms de la chanson québécoise d'aujourd'hui : Diane Dufresne, Robert Charlebois, Claude Dubois, France Castel… Plusieurs artistes européens tels que Jacques Brel, Henri Tachan et Yves Montand en avaient fait leur rendez-vous montréalais.
Elle monte elle-même sur scène à l'occasion, notamment pour interpréter à sa manière très dramatique les chansons de son ami Jacques Brel, qui s'arrêtait régulièrement chez elle lors de ses passages au Québec. En 1974, elle rend hommage à Édith Piaf, lors d'un passage à la Place des Arts de Montréal. En 1981, elle participe à l'enregistrement de l'album Michel Noël et le Capitaine Bonhomme, où elle interprète le rôle de Mademoiselle Ti-oiseaux.
Claire Oddera joue dans quelques téléromans au Québec dont En haut de la pente douce (Radio-Canada) Les Berger (Télé-Métropole) et on la voit souvent comme chanteuse invitée dans des émissions télévisées de variétés.
Elle ouvre son école de chant en 1981.
Elle est la sœur de la chanteuse Danielle Oddera et a été l'épouse de Jacques Aqué. Elle est inhumée au Cimetière Notre-Dame-des-Neiges, à Montréal à la suite de son décès en 2008.

## Filmographie

### Cinéma
- 1940 : La Fille du puisatier : Amanda Amoretti
- 1942 : Les petits riens
- 1942 : Manouche
- 1943 : La bonne étoile : Zize
- 1946 : Sérénade aux nuages : La postière du village

### Télévision
- 1970 : Les Berger (série télévisée) : Fanny

## Distinctions
- 2002 - Chevalier de l'Ordre national du Québec[3],[4]
- 2003 - Membre de l'Ordre du Canada